# Futóbogárszerűek

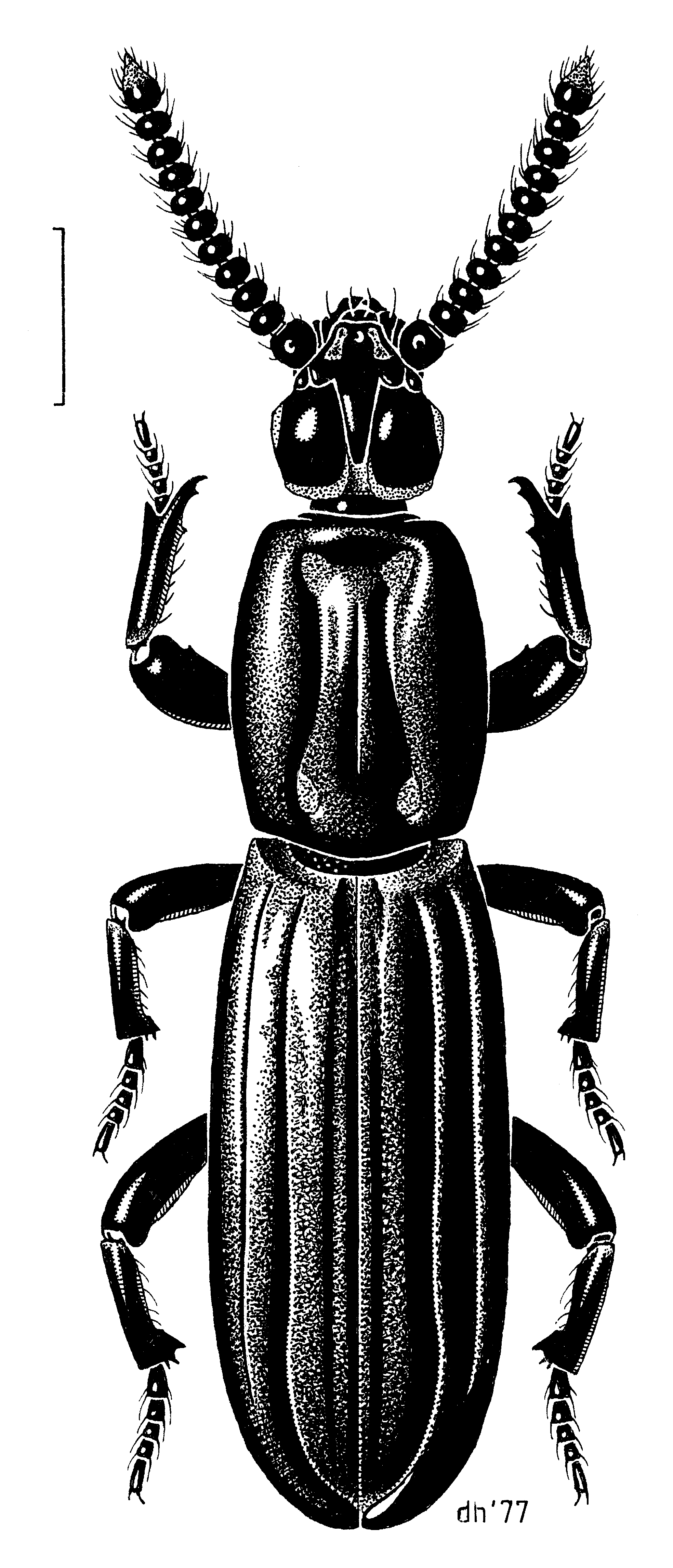
Állasbogár

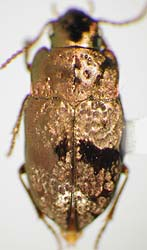
Systolosoma lateritium

A futóbogárszerűek (Caraboidea) a szárnyas rovarok (Pterygota) közé sorolt ragadozó bogarak (Adephaga) alrendjének egyik öregcsaládja négy recens családdal és számos kihalt taxonnal.

## Származásuk, elterjedésük
Az öregcsalád fajai az Antarktisz kivételével valamennyi kontinensen megtalálhatók. A legtöbb faj a holarktikus faunaterületen (Holarktisz) él. Több közülük a Kárpát-medencéből is ismert.

## Megjelenésük, felépítésük
Testük sokszor élénken fémfényű és sosem pikkelyezett.
Homlokukon nincsenek pontszemek. 11 ízű csápjaik fonál vagy sörte alakúak, ritkán füzéresek vagy gyengén bunkósak. Alsó állkapcsuk külső karéja többnyire kétízű, tapogató alakú. Az alsó ajak külső karéja gyengén vagy alig fejlett.
Szárnyfedőik mindig jól fejlettek, de hátulsó szárnypárjuk sokszor csökevényes. Ha a hátulsó szárnypár rendesen kifejlődött, ún. Adephaga-típusú, azaz a sugárér és a középső ér ágai között külön haránterek leválasztanak 1–3 sejtet, amelyek külön neveket kaptak:
- sugársejt,
- oblongum és
- eksejt.

Elülső és középső lábpárjuk csípői rövid kúp vagy gömb alakúak és csak kissé vagy egyáltalában nem domborodnak ki. Lábfejük mindig ötízű. A hímek elülső lábpárjának lábfeje a legtöbbször tapadó szervvé szélesedett ki.
A potroh 1. haslemeze mindig csökevényes és hártyás. A 2–4. (tehát a látható 1–3.) haslemez összeolvadt, de varrataik legalább oldalt mindig láthatók. Az 1. látható (tehát valójában a 2.) haslemezt mindig teljesen átjárják a hátulsó lábpár csípőinek nyúlványai úgy, hogy az 1. haslemeznek csak két oldala marad szabadon — emellett az állasbogárfélék (Rhysodidae) családjában középen még egy kis háromszögletű rész is látható belőle. 7. és 8. haslemezük többé-kevésbé erősen kapcsolódik az ivarszervekhez úgy, hogy mindkettő behúzódott a 6. haslemez alá — eltérően a keringőbogár-szerűektől (Gyrinoidea),  amelyeknél a 7. haslemez szabadon áll, csak a 8. húzódott be. A potrohon 8 pár lélegzőnyílás nyílik.

## Életmódjuk, élőhelyük
A lárvák és az imágók egyaránt ragadozók.
A víztaposószerűek (amint erre nevük is utal) álló vagy lassan folyó édesvizekben, moszatok, mohák és egyéb vízi növények között, illetve alatt élnek. A másik három család fajai szárazföldiek.